# Zhauzhürek myng bala
Zhauzhürek myng bala é um filme de drama cazaque de 2012 dirigido e escrito por Akan Satayev. Foi selecionado como representante do Cazaquistão à edição do Oscar 2013, organizada pela Academia de Artes e Ciências Cinematográficas.

## Elenco
- Asylkhan Tolypov - Sartai